# 全吉壽
全吉壽（전길수，1959年—），北韓政治家，任職鐵道部部長、朝鮮勞動黨中央委員會中央委員以及最高人民會議代議員。

## 生平
全吉壽在2002年出任鐵道部指揮局第1副局長。在隨後的兩年連接晉升為副局長及局長。2005年，又被提拔為鐵道部的參謀長。2008年，接替金勇三擔當部長。翌年，他在最高人民會議選舉中首次當選為代議員。2010年，入選黨中央委員會中央委員的名單。2011年12月，最高領導人金正日離世，全吉壽被繼任人金正恩列為治喪委員會的成員之一。2014年3月，他連任為最高人民會議的代議員。

## 資料來源
1. 1 2 3 4  .   [2014-04-28]. （原始内容存档于2019-12-04）.